# Luke Quigley

a Compétitions nationales et continentales officielles uniquement.

Luke Quigley est un ancien joueur de rugby à XIII des Dragons Catalans. Il évolua dans ce club durant la saison 2007 de Super League et il y sera finaliste de la Challenge Cup.

## Palmarès
- 2007 : Finaliste de la Challenge Cup avec les Dragons Catalans.